# Чуповка
Чу́повка — село в Гавриловском районе Тамбовской области России. Административный центр Чуповского сельсовета.

## География
Село находится в восточной части Тамбовской области, в лесостепной зоне, в пределах Приволжской возвышенности, на правом берегу реки Ирки, к западу от автодороги Р208, на расстоянии примерно 11 километров (по прямой) к юго-западу от села Гавриловка Вторая, административного центра района. Абсолютная высота — 149 метров над уровнем моря.

### Климат
Климат умеренно континентальный, относительно сухой, с холодной продолжительной зимой и тёплым летом. Средняя температура воздуха самого холодного месяца (января) — −11,3 °C (абсолютный минимум — −43 °C); самого тёплого месяца (июля) — 19,7 °C (абсолютный максимум — 39 °С). Среднегодовое количество атмосферных осадков составляет около 500 мм. Продолжительность залегания снежного покрова составляет в среднем 140 дней.

### Часовой пояс
Село Чуповка, как и вся Тамбовская область, находится в часовой зоне МСК (московское время). Смещение применяемого времени относительно UTC составляет +3:00.

## История
В 1862 г. Ира (Чуповка) насчитывала 115 дворов с населением 844 жителей. Находилась при реке Ире, имелась мельница.
В период с 1870 по 1886 г. в деревне произошли 7 пожаров, из всех 134 домохозяев пострадали 23, всего сгоревших строений - 36. Сумма выданная на восстановление - 773 руб.
Согласно епархиальным сведениям 1911 года, в то время в деревне насчитывалось 68 крестьянских дворов с населением: мужского пола — 235, женского пола — 217 человек; всего 452 жителя. Относилась к церковному приходу села Царёвки.
В 1923 г. деревня насчитывала 203 домохозяйства с населением 1179 жителей.Имелась 1 школа.
По данным Всесоюзной переписи 1926 года деревня насчитывала 116 русских домохозяйств, прочих - 1, с населением женского пола — 367, мужского — 323, всего 690 жителей.Входила в Гавриловскую волость.
Коллективизация сельского хозяйства в селе началась в 1928 году, когда был образован колхоз «Борьба за коммунизм». Первым председателем колхоза был Григорий Михайлович Дружинин. Первыми колхозниками были Михаил Иванович Дружинин, Фёдор Иванович Дружинин, Павел Филиппович Сычёв, Павел Павлович Сычёв, Павел Яковлевич Бакунин и Пётр Трофимович Стукалин.

## Население
| 2002 | 2010 |
| ---- | ---- |
| 480  | ↘452 |

### Половой состав
По данным Всероссийской переписи населения 2010 года в гендерной структуре населения мужчины составляли 44,2 %, женщины — соответственно 55,8 %.

### Национальный состав
Согласно результатам переписи 2002 года, в национальной структуре населения русские составляли 96 % из 480 чел.

## Инфраструктура
В селе есть средняя школа, детский сад, почтовое отделение, магазин, православный храм.